# Kourtaliotikο Faraggi, Faraggi Prevelis
Kourtaliotikο Faraggi, Faraggi Prevelis este o arie protejată (arie de protecție specială avifaunistică — SPA) din Grecia întinsă pe o suprafață de 7.484,5 ha, integral pe uscat.

## Localizare
Centrul sitului Kourtaliotikο Faraggi, Faraggi Prevelis este situat la coordonatele 35°12′05″N 24°28′20″E / 35.201481°N 24.472295°E.

## Înființare
Situl Kourtaliotikο Faraggi, Faraggi Prevelis a fost declarat arie de protecție specială avifaunistică în octombrie 2001 pentru a proteja 29 de specii de animale.

## Biodiversitate
Situată în ecoregiunea mediteraneană, aria protejată nu include niciun habitat protejat.
La baza desemnării sitului se află mai multe specii protejate de  păsări (29): uliu cu picioare scurte (Accipiter brevipes), fâsă-de-câmp (Anthus campestris), stârc cenușiu (Ardea cinerea), șorecarul comun (Buteo buteo), ciocârlie-cu-degete-scurte (Calandrella brachydactyla), caprimulg (Caprimulgus europaeus), șerpar (Circaetus gallicus), erete vânăt (Circus cyaneus), erete alb (Circus macrourus), lăstun de casă (Delichon urbicum), egretă mică (Egretta garzetta), Emberiza caesia, presură de grădină (Emberiza hortulana), Falco eleonorae, șoim călător (Falco peregrinus), vânturel de seară (Falco vespertinus), muscar-gulerat (Ficedula albicollis), piciorong (Himantopus himantopus), rândunică (Hirundo rustica), sfrâncioc roșiatic (Lanius collurio), sfrânciocul cu frunte neagră (Lanius minor), ciocârlie de pădure (Lullula arborea), stârc de noapte (Nycticorax nycticorax), viespar (Pernis apivorus), Phalacrocorax carbo sinensis, turturică (Streptopelia turtur), silvie porumbacă (Sylvia nisoria), Sylvia ruppeli, fluierar de mlaștină (Tringa glareola).
Pe lângă speciile protejate, pe teritoriul sitului au mai fost identificate 3 specii de păsări.